# Cameron Monaghan
Cameron Riley Monaghan (født 16. august 1993) er en amerikansk skuespiller og model. Kendt blandt andet for rollen som Ian Gallagher i tv-serien Shameless. Derudover har han lagt udseende og stemme til Cal Kestis i spillet Star Wars Jedi: Fallen Order og efterfølgeren Star Wars Jedi: Survivor

## Udvalgt filmografi

### Film
- Click (2006) – Kevin O'Doyle
- Another Harvest Moon (2010) – Jack
- Vampire Academy (2014) – Mason Ashford
- The Giver (2014) – Asher

### Tv-serier
- Malcolm i midten (2004–05) – Chad
- Shameless (2011–21) – Ian Gallagher
- Gotham (2015–19) – Jerome/Jeremiah Valeska[3]
- Mercy Street (2016) – Tom Fairfax

## Spil
- Star Wars Jedi: Fallen Order (2019) – Cal Kestis
- Star Wars Jedi: Survivor (2023) – Cal Kestis